# Sofia Rolfi
Sofia Rolfi (Leno, 24 agosto 2001) è una rugbista a 15 italiana, utility back del Colorno.

## Biografia
Nata e cresciuta a Leno, la sua formazione giovanile si è svolta tra Calvisano e CUS Brescia.
A 17 anni vinse una borsa di studio presso il Worthing College di Brighton in Inghilterra e fu incorporata nelle giovanili dell'Hove e, nell'annata successiva, nella prima squadra delle Wasps, anche se a causa della pandemia di COVID-19 la stagione fu interrotta a marzo e la giocatrice dovette tornare in Italia.
Pur con il campionato fermo e senza partite ufficiali di club alle spalle, Rolfi ricevette la convocazione in nazionale per il Sei Nazioni 2021 senza tuttavia essere mai utilizzata; aggregata alla squadra nel corso delle qualificazioni alla Coppa del Mondo 2021, è stata inclusa nella rosa che prende parte alla manifestazione pur non avendo ancora debuttato in maglia azzurra.